# Area (banda)
Area (también conocida como Area - International POPular Group o AreA) es una banda italiana de rock formada en la ciudad de Milán en 1972.

## Historia
Area fue fundada por el músico greco-egipcio Demetrio Stratos, y ha sido uno de los grupos precursores en el movimiento del denominado rock progresivo italiano de la década de los años 70, aunque han abordado diferentes estilos, como el jazz fusión o el rock experimental.
La banda se mantiene como un grupo vanguardista conservando su status de culto.
El grupo tuvo su primera separación en 1983 debido al fallecimiento de Demetrio Stratos por un ataque al corazón en 1979. A pesar de esto, el grupo se reunió, manteniéndose activo de 1993 a 1999, y posteriormente reanudó actividades en el año 2009, con algunos miembros que ya estaban cuando Stratos seguía vivo.

## Integrantes

### Formación actual
- Patrizio Fariselli - piano, teclados (1973 - actualmente)
- Ares Tavolazzi - bajo, contrabajo, trombón (1974 - 1993, 2009 - actualmente)
- Paolo Tofani - guitarra, sintetizador, VCS 3 (1973 - 1977, 2009 - actualmente)
- Walter Paoli - batería (2010 - actualmente)

### Exintegrantes
- Demetrio Stratos - vocal, órgano, tambores metálicos (1972 - 1978) (fallecido en 1979)
- Giulio Capiozzo - batería, percusión (1972 - 2000) (fallecido en 2000)
- Victor Edouard Busnello "Eddie" - saxofón, flauta, clarinete bajo (1972 - 1973) (fallecido en 1984)
- Patrick Djivas - bajo (1972 - 1973)
- Massimo Urbani - saxofón (fallecido en 1993)
- Piero Tonolo - saxofón (1979)
- Sara Borsarini - vocal (1979)
- Guido Guidoboni - vocal (1979)
- Larry Nocella - saxofón (1980 - 1982) (fallecido en 1989)
- Pablo Dalla Porta - bajo, contrabajo (1993 - 1997)
- Pietro Condorelli - guitarra (1993 - 1997)
- Angela Baggi - vocal (1998 - 2000)
- Marco Micheli - bajo, contrabajo (1998 - 2000)
- Christian Capiozzo - batería (2009)

## Discografía

### Álbumes de estudio
- 1973: "Arbeit Macht Frei" (Cramps Records)
- 1974: "Caution Radiation Area" (Cramps Records)
- 1975: "Crac!" (Cramps Records)
- 1976: "Maledetti (Maudits)" (Cramps Records)
- 1978: "1978 Gli Dei Se Ne Vanno, Gli Arrabbiati Restano!" (Ascolto)
- 1980: "Tic & Tac" (Ascolto)
- 1997: "Chernobyl 7991" (Sony Music Entertainment)

### Recopilaciones y discos en vivo
- 1975: "Are(A)zione"
- 1976: "Parco Lambro" (incluye una versión en vivo del sencillo "Gerontocrazia")
- 1977: "Anto/Logicamente"
- 1979: "Event '76" (grabado en Milán, 26 de octubre de 1976)
- 1979: "Il Concerto - Omaggio a Demetrio Stratos" (tributo a Demetrio Stratos)
- 1980: "Area '70"
- 1996: "Gioia e Rivoluzione"
- 1996: "Concerto Teatro Uomo" (grabado en Milán, datos del 29 o 30 de abril de 1977)
- 1996: "Parigi-Lisbona" (grabado en Paris y Lisboa, 1976)
- 2002: "Live Concerts Box" (que incluye los recopilados en vivo de "Concerto Teatro Uomo" y "Parigi-Lisbona")
- 2002: "Revolution Boxset" (que incluye los álbumes de estudio "Arbeit Macht Frei", "Caution Radiation Area", "Crac!" y el recopilado "Area(A)zione")
- 2004: "Live in Torino 1977"
- 2012: "Live 2012"